# Collegio elettorale di Cervignano del Friuli (Camera dei deputati)
Il collegio di Cervignano del Friuli fu un collegio elettorale uninominale della Repubblica Italiana per l'elezione della Camera dei deputati. Apparteneva alla circoscrizione Friuli-Venezia Giulia e fu utilizzato per eleggere un deputato nella XII, XIII e XIV legislatura.
Venne istituito nel 1993 con la cosiddetta Legge Mattarella (Legge n. 277, Nuove norme per l'elezione della Camera dei deputati), attuata in seguito al referendum abrogativo del 1993. La legge istituì per la Camera dei deputati e per il Senato della Repubblica un sistema di elezione misto, in parte maggioritario e in parte proporzionale. Il 75% dei parlamentari dell'assemblea veniva eletto in collegi uninominali tramite sistema maggioritario a turno unico; il restante 25% alla Camera veniva eletto tramite sistema proporzionale con liste bloccate.
Il collegio venne abolito insieme a tutti gli altri che costituivano la Camera con la promulgazione della legge elettorale successiva, la cosiddetta Legge Calderoli. Questa prevedeva un sistema proporzionale con premio di maggioranza, che alla Camera veniva attribuito a livello nazionale.

## Territorio
Il collegio di Cervignano del Friuli era uno dei 10 collegi uninominali in cui era suddiviso il Friuli-Venezia Giulia e, come previsto dal D.Lgs. del 20 dicembre 1993 n. 536, era compreso nelle province di Trieste e di Udine e comprendeva i seguenti comuni: Aiello del Friuli, Aquileia, Bagnaria Arsa, Bicinicco, Campolongo al Torre, Carlino, Cervignano del Friuli, Chiopris-Viscone, Fiumicello, Gonars, Grado, Latisana, Lignano Sabbiadoro, Marano Lagunare, Muzzana del Turgnano, Palazzolo dello Stella, Palmanova, Pocenia, Porpetto, Precenicco, Rivignano, Ronchis, Ruda, San Giorgio di Nogaro, Santa Maria la Longa, San Vito al Torre, Tapogliano, Teor, Terzo d'Aquileia, Torviscosa, Trivignano Udinese, Villa Vicentina e Visco.

## Eletti
| Elezione | Elezione | Deputato         | Partito                 |
| -------- | -------- | ---------------- | ----------------------- |
|          | 1994     | Manlio Collavini | Polo delle Libertà (FI) |
|          | 1996     | Elvio Ruffino    | L'Ulivo (PDS)           |
|          | 2001     | Danilo Moretti   | Casa delle Libertà (FI) |

## Dati elettorali

### XII legislatura

#### Risultati proporzionale
| Coalizioni        | Coalizioni                   | Liste                        | Liste                              | Voti   | %     |
| ----------------- | ---------------------------- | ---------------------------- | ---------------------------------- | ------ | ----- |
|                   | Polo delle Libertà           |                              | Forza Italia                       | 19.876 | 23,34 |
|                   | Polo delle Libertà           | Lega Nord                    | 13.752                             | 16,15  |       |
| Totale coalizione | Totale coalizione            | 33.628                       | 39,49                              |        |       |
|                   | Progressisti                 |                              | Partito Democratico della Sinistra | 13.116 | 15,40 |
|                   | Progressisti                 | Rifondazione Comunista       | 6.081                              | 7,14   |       |
|                   | Progressisti                 | Federazione dei Verdi        | 2.784                              | 3,27   |       |
|                   | Progressisti                 | Partito Socialista Italiano  | 2.453                              | 2,88   |       |
| Totale coalizione | Totale coalizione            | 24.434                       | 28,69                              |        |       |
|                   | Patto per l'Italia           |                              | Partito Popolare Italiano          | 14.146 | 16,61 |
|                   | Alleanza Nazionale           | Alleanza Nazionale           | Alleanza Nazionale                 | 9.187  | 10,79 |
|                   | Lista Pannella               | Lista Pannella               | Lista Pannella                     | 3.216  | 3,78  |
|                   | Partito della Legge Naturale | Partito della Legge Naturale | Partito della Legge Naturale       | 560    | 0,66  |
| Totale            | Totale                       | Totale                       | Totale                             | 85.171 |       |

#### Risultati uninominale
|                               | Manlio Collavini ✔️ Eletto | Polo delle Libertà (FI - LN - CCD - UDC) | 37 921 | 45,21 |  |  |  |  |  |
|                               | Mauro Travanut             | Progressisti                             | 25 263 | 30,12 |  |  |  |  |  |
|                               | Gianluigi D'Orlandi        | Patto per l'Italia                       | 12 568 | 14,99 |  |  |  |  |  |
|                               | Giorgio Venturini          | Alleanza Nazionale                       | 8 118  | 9,68  |  |  |  |  |  |
| Totale                        | Totale                     | Totale                                   | 83 870 | 100   |  |  |  |  |  |
|                               |                            |                                          |        |       |  |  |  |  |  |
| Fonte: Ministero dell'interno |                            |                                          |        |       |  |  |  |  |  |

### XIII legislatura

#### Risultati proporzionale
| Coalizioni        | Coalizioni                         | Liste                                     | Liste                              | Voti   | %     |
| ----------------- | ---------------------------------- | ----------------------------------------- | ---------------------------------- | ------ | ----- |
|                   | Polo per le Libertà                |                                           | Forza Italia                       | 15.744 | 19,17 |
|                   | Polo per le Libertà                | Alleanza Nazionale                        | 10.143                             | 12,35  |       |
|                   | Polo per le Libertà                | CCD-CDU                                   | 5.869                              | 7,15   |       |
| Totale coalizione | Totale coalizione                  | 31.756                                    | 38,67                              |        |       |
|                   | L'Ulivo                            |                                           | Partito Democratico della Sinistra | 14.480 | 17,63 |
|                   | L'Ulivo                            | Popolari per Prodi (PPI-SVP-PRI-UD-Prodi) | 6.486                              | 7,90   |       |
|                   | L'Ulivo                            | Federazione dei Verdi                     | 2.509                              | 3,06   |       |
| Totale coalizione | Totale coalizione                  | 23.475                                    | 28,59                              |        |       |
|                   | Lega Nord                          | Lega Nord                                 | Lega Nord                          | 19.355 | 23,57 |
|                   | Progressisti                       |                                           | Rifondazione Comunista             | 6.334  | 7,71  |
|                   | Movimento Sociale Fiamma Tricolore | Movimento Sociale Fiamma Tricolore        | Movimento Sociale Fiamma Tricolore | 694    | 0,85  |
|                   | Nord Libero Autonomia              | Nord Libero Autonomia                     | Nord Libero Autonomia              | 503    | 0,61  |
| Totale            | Totale                             | Totale                                    | Totale                             | 82.117 |       |

#### Risultati uninominale
|                               | Elvio Ruffino ✔️ Eletto | L'Ulivo             | 30 030 | 36,84 |  |  |  |  |  |
|                               | Raul Lovisoni           | Polo per le Libertà | 27 846 | 34,16 |  |  |  |  |  |
|                               | Pietro Arduini          | Lega Nord           | 20 304 | 24,91 |  |  |  |  |  |
|                               | Enrico Moratti          | Stato del Friuli    | 3 345  | 4,10  |  |  |  |  |  |
| Totale                        | Totale                  | Totale              | 81 525 | 100   |  |  |  |  |  |
|                               |                         |                     |        |       |  |  |  |  |  |
| Fonte: Ministero dell'interno |                         |                     |        |       |  |  |  |  |  |

### XIV legislatura

#### Risultati proporzionale
| Coalizioni        | Coalizioni                     | Liste                      | Liste                                 | Voti   | %     |
| ----------------- | ------------------------------ | -------------------------- | ------------------------------------- | ------ | ----- |
|                   | Casa delle Libertà             |                            | Forza Italia                          | 21.500 | 27,40 |
|                   | Casa delle Libertà             | Alleanza Nazionale         | 8.929                                 | 11,38  |       |
|                   | Casa delle Libertà             | Lega Nord                  | 6.949                                 | 8,86   |       |
|                   | Casa delle Libertà             | CCD-CDU                    | 2.287                                 | 2,91   |       |
| Totale coalizione | Totale coalizione              | 39.665                     | 50,55                                 |        |       |
|                   | L'Ulivo - Con Illy per Trieste |                            | La Margherita (Dem - PPI - RI- UDEUR) | 13.688 | 17,44 |
|                   | L'Ulivo - Con Illy per Trieste | Democratici di Sinistra    | 10.166                                | 12,96  |       |
|                   | L'Ulivo - Con Illy per Trieste | Comunisti Italiani         | 1.620                                 | 2,06   |       |
|                   | L'Ulivo - Con Illy per Trieste | Il Girasole (FdV - SDI)    | 1.329                                 | 1,69   |       |
| Totale coalizione | Totale coalizione              | 26.803                     | 34,15                                 |        |       |
|                   | Rifondazione Comunista         | Rifondazione Comunista     | Rifondazione Comunista                | 4.211  | 5,37  |
|                   | Lista Di Pietro                | Lista Di Pietro            | Lista Di Pietro                       | 2.994  | 3,82  |
|                   | Lista Pannella - Bonino        | Lista Pannella - Bonino    | Lista Pannella - Bonino               | 2.415  | 3,08  |
|                   | Democrazia Europea             | Democrazia Europea         | Democrazia Europea                    | 2.204  | 2,81  |
|                   | Terzo Polo per l'Autonomia     | Terzo Polo per l'Autonomia | Terzo Polo per l'Autonomia            | 109    | 0,14  |
|                   | Abolizione scorporo            | Abolizione scorporo        | Abolizione scorporo                   | 70     | 0,09  |
| Totale            | Totale                         | Totale                     | Totale                                | 78.471 |       |

#### Risultati uninominale
|                               | Danilo Moretti ✔️ Eletto | Casa delle Libertà | 36 971 | 48,04 |  |  |  |  |  |
|                               | Elvio Ruffino            | L'Ulivo            | 34 508 | 44,84 |  |  |  |  |  |
|                               | Angelo Sandri            | Democrazia Europea | 5 472  | 7,11  |  |  |  |  |  |
| Totale                        | Totale                   | Totale             | 76 951 | 100   |  |  |  |  |  |
|                               |                          |                    |        |       |  |  |  |  |  |
| Fonte: Ministero dell'interno |                          |                    |        |       |  |  |  |  |  |